# Stazione di Nagaike
La stazione di Nagaike (長池駅?, Nagaike-eki) è una stazione ferroviaria della città di Jōyō, nella prefettura di Kyoto in Giappone. La stazione è servita dalla linea Nara della JR West, ed è dotata di 2 binari passanti in superficie.

## Linee e servizi
JR West
■ Linea Nara

## Struttura
La stazione è costituita da due marciapiedi laterali con due binari passanti in superficie. 
| 1 | ■ Linea Nara | per Uji e Kyoto |
| 2 | ■ Linea Nara | per Kizu e Nara |

## Stazioni adiacenti
| «                                          | Servizio                 | »                |
| Linea JR Nara                              | Linea JR Nara            | Linea JR Nara    |
| ------------------------------------------ | ------------------------ | ---------------- |
| Jōyō                                       | Locale Rapido Settoriale | Yamashiro-Aodani |
| Il Rapido e il Rapido Miyakoji non fermano |                          |                  |